# 范章
范章（1895年—1978年），艺名十申，是越南的㗰剧艺术家。

## 简介
十申1895年出生，籍贯平定省绥福县福和社。他是由陶进创办的荣盛私塾的最后一个学生。
在1930-1945年间，他没有追随小说㗰剧的潮流，而是卖鱼露谋生。抗法战争期间，在1952年胡志明主席签署了恢复民族古都的法令后，他加入了平定省㗰剧团。 1954年，他和第五联区㗰剧团（陶进㗰剧院的前身）前往北方。
1975年后，他回到了平定省的家乡，在归仁市去世。

## 艺术成就
70年艺术生涯中，范章扮演了包括生（kép）、老（lão）、净（nịnh）、丑（hề）在内的各种类型近百个角色。作为非常熟练的舞者，他在武生角色（主要使用肢体语言，例如钓鱼、游泳、骑马、划船、飞行等类型）中尤其成功。他最著名的角色是《安潮剑》中的水定明（钓鱼生）。他的歌声也很优美，特别是客串演唱风格。
他的其他成功角色有董金麟、康灵佐（山后）、狄青（五虎）、薛疆（护生弹）、包公、胡飞凤等生角，董卓（凤仪亭），庞雄（演武亭）、纣王（沉香阁）等净角以及现代剧中的角色：榜哥（悟大姐），老农夫（烈女镜），陈余地主（减租）等。
晚年他专注于在戏剧艺术学院培训后辈。他的学生包括武士承、明玉、廷丕、谭莲、丁果和陈兴光等。
范章被认为是多面手演员，“他具有独特的艺术能力并对民族古代艺术有深刻的理解，表现出最明显的陶进风格。”1984年，他被授予越南人民艺术家称号。